# Anouk Aimée
Anouk Aimée (tên khai sinh là Françoise Sorya Dreyfus; 27 tháng 4 năm 1932 – 18 tháng 6 năm 2024) là một nữ diễn viên điện ảnh người Pháp.

## Cuộc đời và Sự nghiệp
Aimée sinh tại Paris. Bà là con gái của nữ diễn viên Geneviève Sorya (nhũ danh Durand) và nam diễn viên Henri Murray (tên thực là Dreyfus).
Aimée bắt đầu sự nghiệp điện ảnh của mình từ năm 1947 khi mới 14 tuổi. Năm 1958 bà đóng vai nghệ sĩ Jeanne Hébuterne trong phim Les Amants de Montparnasse. Sau đó bà xuất hiện trong các phim La dolce vita, 8½ và Lola của Jacques Demy.
Năm 2001 bà cũng đóng vai Millie Marquand trong phim Festival in Cannes (2001). Từ năm 1947 tới nay, bà đã diễn xuất trong 70 phim.
Năm 1967 bà đoạt Giải Quả cầu vàng cho nữ diễn viên phim chính kịch xuất sắc nhất và được đề cử nhận Giải Oscar cho nữ diễn viên chính xuất sắc nhất cho vai diễn trong phim mang lại danh tiếng quốc tế cho bà là phim A Man and a Woman. Bà cũng đoạt Giải cho nữ diễn viên xuất sắc nhất tại Liên hoan phim Cannes năm 1980 cho vai diễn trong phim Salto nel vuoto (Leap Into The Void) của Marco Bellocchio. Người đồng diễn với bà - Michel Piccoli - cũng đoạt Giải cho nam diễn viên xuất sắc nhất.

## Đời tư
Aimée đã kết hôn 4 lần. Người chồng đầu tiên là Edouard Zimmermann (từ 1949-1950). Người chồng thứ hai của bà (từ 1951–1954) là đạo diễn điện ảnh Nikos Papatakis. Họ có một con gái, Manuela, sinh năm 1952. Người chồng thứ ba là Pierre Barouh(1966-1969). Từ năm 1970 tới 1978, bà kết hôn với nam diễn viên người Anh Albert Finney.

## Danh mục phim
- La Maison sous la mer (1947)
- Les Amants de Vérone (1949)
- Golden Salamander (1950) - Anna
- La Bergère et le ramoneur (1952)
- Le Rideau cramoisi (1952), của Alexandre Astruc) - Albertine
- Les Mauvaises Rencontres (1955), của Alexandre Astruc) - Catherine
- Ich suche Dich (1956), của O.W. Fischer) - Francoise Maurer
- Tous peuvent me tuer (1957), của Henri Decoin) - Isabelle
- Pot-Bouille (1957), của Julien Duvivier) - Marie
- Les Amants de Montparnasse (Montparnasse 19) (1957), của Jacques Becker) - Jeanne Hébuterne
- La tête contre les murs (1958), của Georges Franju) - Stéphanie
- Les Dragueurs (1958), của Jean-Pierre Mocky) - Jeanne
- The Journey (1959), của Anatole Litvak) - Eva
- La Dolce Vita (1960), của Federico Fellini) - Maddalena
- Le Farceur (1960), của Philippe de Broca) - Hélène
- L'Imprevisto (1961), của Alberto Lattuada) - Claire
- Sodome et Gomorrhe (1961), của Robert Aldrich) - La reine Bera
- Le Jugement dernier (1961), của Vittorio De Sica) - Irene
- Lola (1961), của Jacques Demy) - Lola
- Les Grands chemins (1962), của Christian Marquand) - Anna
- Le Jour le plus court (1962), của Sergio Corbucci)
- Fellini's 8½ (1962)
- Il successo (1963)
- White Voices (1964)
- Un homme et une femme (1966)
- Un Soir, un train (1968)
- Model Shop (1968)
- Justine (1969)
- The Appointment (1969), của Sidney Lumet)
- Si c'était à refaire (1976)
- Mon premier amour (1978), của Elie Chouraqui) - người mẹ
- Salto nel vuoto (A Leap in the Dark) (1979), của Marco Bellocchio) - Marta Ponticelli
- Tragedy of a Ridiculous Man (1981), của Bernardo Bertolucci) - Barbara Spaggiari
- Qu'est-ce qui fait courir David ? (1981), của Elie Chouraqui) - Hélène
- Le Général de l'armée morte (1983), của Luciano Tovoli) - La Comtesse Betsy
- Viva la vie (1983), của Claude Lelouch) - Anouk
- Success Is the Best Revenge (1984), của Jerzy Skolimowski) - Monique
- Un Homme et une femme: vingt ans déjà (1986), của Claude Lelouch) - Anne Gauthier
- La Table tournante (1988), của Paul Grimault) - voix de la bergère
- Bethune: The Making of a Hero (1990), của Phillip Borsos) - Marie-France Coudaire
- Rupture(s) (1993), của Christine Citti) - Marthe
- Les Marmottes (1993), của Elie Chouraqui) - Françoise
- Les Cent et une nuits (1994), của Agnès Varda) - L'actrice d'un jour
- Prêt-à-Porter (1994), của Robert Altman) - Simone Lowenthal
- Dis-moi oui (1995), của Alexandre Arcady) - Claire
- L'univers de Jacques Demy (1995), của Agnès Varda) - bản thân
- Hommes, femmes: mode d'emploi (1996), của Claude Lelouch) - góa phụ
- Riches, belles, etc. (1997), của Bunny Schpoliansky) - bà tiên
- L.A. Without a Map (1998), của Mika Kaurismäki) - bản thân
- 1999 Madeleine (1999), của Laurent Bouhnik) - Eve
- Une pour toutes (1999), của Claude Lelouch) - vợ nhạc sĩ
- Festival in Cannes (2001), của Henry Jaglom) - Millie Marquand
- La Petite prairie aux bouleaux (2002), của Marceline Loridan-Ivens) - Myriam
- Ils se marièrent et eurent beaucoup d'enfants (2003), của Yvan Attal) - mẹ của Vincent
- Margot (2006), của Negar Djavadi) - mẹ của Margot
- De particulier à particulier (2006), của Brice Cauvin) - Nelly
- Holy Money (2008), của Maxime Alexandre) - Charlotte
- Celle que j'aime (2009) của Elie Chouraqui - người uống cà phê

## Kịch
- 1953: Sud của Julien Green
- 1990: Love letters của Albert Ramsdell Gurney, do Lars Schmidt & Bruno Crémer đạo diễn
- 1991: Love letters của Albert Ramsdell Gurney, do Lars Schmidt & Jean-Louis Trintignant đạo diễn
- 2005: Love letters của Albert Ramsdell Gurney, do Sandrine Dumas, Philippe Noiret, Théâtre de la Madeleine đạo diễn
- 2006: Love letters của Albert Ramsdell Gurney, do Sandrine Dumas & Jacques Weber đạo diễn
- 2008: Love letters của Albert Ramsdell Gurney, do Alain Delon đạo diễn

## Giải thưởng
- 1966: Đề cử Giải Oscar cho nữ diễn viên chính xuất sắc nhất, phim Un homme et une femme (A Man and a Woman) - Palme d'Or a Cannes pour le même film
- 1967: Giải Quả cầu vàng cho nữ diễn viên phim chính kịch xuất sắc nhất
- 1979: Đề cử Giải César cho nữ diễn viên chính xuất sắc nhất, phim Mon premier amour
- 1980: Giải cho nữ diễn viên xuất sắc nhất tại Liên hoan phim Cannes, phim Salto nel vuoto (Leap Into The Void)
- 2003: Giải Gấu vàng danh dự của Liên hoan phim quốc tế Berlin